# سيتادين
سيتادين (بالفرنسية: Citadine)‏ وتعني مُواطِنة أو حتى مدينة المرأة هي مجلة تعنى بالنساء. تُصدر المجلة باللغة الفرنسية في الدار البيضاء العاصمة الاقتصادية للملكة المغربية. مجلة سيتادين معروفة على الصعيد المحلي وفي الداخل المغربي كونها أول مجلة تهتم بالنساء تُنشر في البلاد.

## التاريخ الشخصي
نُشرت المجلة لأول مرة في تشرين الأول/أكتوبر 1995، تحت اسم لا سيتادين (بالفرنسية: La Citadine)‏ أو مدينة النساء. تم تغيير اسم المجلة من خلال حذف حروف التعريف لتُصبح في أيار/مايو 1997 باسم سيتادين. يقع المقر الرئيسي للمجلة في الدار البيضاء، وهي مُشابهة إلى حد كبير لمجلة نساء من المغرب التي تُصدر هي الأخرى بالفرنكوفونية وتعنى بحقوق المرأة. لعبت المجلتان دوراً كبيراً في تعريف باقي العالم وبخاصة المناطق الناطقة باللغة الفرنسية بدور المرأة داخل المجتمع المغربي.
في الوقت الحالي يتم نشر المجلّة عبر شركة ليلاس للصحافة، وتستهدف بشكل خاص السيدات والشابات الناطقات باللغة الفرنسية. عادة ما تهتم المجلة بموضوع الجمال والموضة لكن مقالاتها وموضوعاتها تمتد إلى العديد من النقاط الأخرى بما في ذلك الاستغلال الجنسي، العنف المنزلي والتحرش في المدارس ضد المرأة.
تشغل كلثوم غزالة منصب رئيسة تحرير المجلة وذلك بعد إلهام بنزاكور التي شغلت نفس المنصب في منتصف 2000.